# My Little Pony: Equestria Girls – Digital Series
My Little Pony: Equestria Girls (originalmente como My Little Pony: Equestria Girls – Digital Series) é uma websérie animada canadense e estadunidense de 2017, baseado na franquia do mesmo nome e um spin-off da série animada My Little Pony: A Amizade É Mágica da Hasbro. Websérie dividida pela primeira parte intitulado My Little Pony: Equestria Girls – Better Together e segunda parte intitulado My Little Pony: Equestria Girls – Choose Your Own Ending (My Little Pony: Equestria Girls – Você Escolhe o Final (título em Portugal) ou My Little Pony: Equestria Girls – Você Escolhe o Próprio Final (título no Brasil)). Os quatro primeiros episódios foram exibidos em 2 de novembro de 2017, disponíveis no aplicativo Discovery Family GO!. Mundialmente foi exibido em 17 de novembro de 2017, exclusivo para YouTube.
Em janeiro de 2019, a websérie está atualmente em sua segunda temporada.

## Enredo
"A magia de Equestria não pode ser contido! Foi encontrado o caminho para o mundo da nova My Little Pony: Equestria Girls – Digital Series e está transformando tudo em sua cabeça.
Desde os clubes pós-escola até os dias de praia, os festivais de música até os parques temáticos e rockin' Spring Break em um iate, a magia é segura de tornar as coisas interessantes. Junte-se a Sunset Shimmer, Twilight Sparkle, Applejack, Fluttershy, Pinkie Pie, Rainbow Dash e Rarity, pois aprendem o que significa ser super-heróis enquanto eles seguem seu maior desafio ainda: high school."

## Produção
De acordo com Katrina Hadley, co-diretora de Equestria Girls, a animação é produzido pelo estúdio canadense DHX Media. As novas roupas das personagens foram desenhados pela estilista de moda celebridade Laura Schuffman.
Quando perguntado se haverá episódios mais longos, o co-diretor Ishi Rudell, respondeu: "Pode haver alguns episódios mais longos... você precisará esperar e ver".

## Episódios

### Resumo
| Temporada         | Episódios         | Episódios         | Data de início          | Data de fim             |
| ----------------- | ----------------- | ----------------- | ----------------------- | ----------------------- |
| 1                 | 37                | 27                | 2 de novembro de 2017   | 5 de outubro de 2018    |
| 1                 | 37                | 10                | 2 de fevereiro de 2018  | 24 de agosto de 2018    |
| Especial 1        | Especial 1        | Especial 1        | 17 de fevereiro de 2018 | 17 de fevereiro de 2018 |
| Especial 2        | Especial 2        | Especial 2        | 6 de julho de 2018      | 6 de julho de 2018      |
| 2                 | 33                | 24                | 11 de janeiro de 2019   | 8 de março de 2020      |
| 2                 | 33                | 9                 | 3 de setembro de 2019   | 2020                    |
| Especial 3        | Especial 3        | Especial 3        | 30 de março de 2019     | 30 de março de 2019     |
| Especial 4        | Especial 4        | Especial 4        | 27 de julho de 2019     | 27 de julho de 2019     |
| Especial de Natal | Especial de Natal | Especial de Natal | 2 de novembro de 2019   | 2 de novembro de 2019   |

### Better Together (2017-2019)

#### 1ª temporada (2017-2018)
| No. geral | No. por temporada | Título | Dirigido por | Escrito por                             | Storyboard por   | Exibição original                            |
| --- | ----------------- | --- | ------------ | --------------------------------------- | ---------------- | -------------------------------------------- |
| 1 | 1                 | "Papo Rocha (BR) Escola de Pedra (PT)" "School of Rock"                                                      | Ishi Rudell  | Gillian M. Berrow                       | Tori Grant       | 2 de novembro de 2017 25 de novembro de 2017 |
| No Museu de Historia Natural de Canterlot, Maud Pie dá uma palestra chata sobre rochas. À medida que os alunos do museu se aborrecem às lágrimas, Pinkie Pie, Rarity e Twilight Sparkle usam seus poderes dos geodes mágicos para dar a palestra em algumas peças. Na conclusão da palestra, os alunos torcem com entusiasmo, e uma jovem do clube de fãs de Maud pede seu autógrafo. |                   | |              |                                         |                  |                                              |
| 2 | 2                 | "Fila Única (BR) Uma Boa Fila (PT)" "A Fine Line"                                                            | Ishi Rudell  | Gillian M. Berrow                       | Sam To           | 2 de novembro de 2017 18 de novembro de 2017 |
| No Canterlot Mall, o Sunset Shimmer entra na fila para o novo videogame Tirek's Revenge, mas achou que ele é extremamente longo. Ao passa do tempo esperando, Sunset fica louca e com ciumes da diversão que outras pessoas estão na fila, com seus amigos. Naquele momento, chegando, Rainbow Dash, e ao perceber que a Sunset está esperando sozinho, ela usa sua super velocidade para obter o resto de seus amigos, tornando a espera da Sunset mais tolerável. Quando chega à frente da fila, o jogo está completamente esgotado. Felizmente, Pinkie Pie tinha pré-ordenado o jogo para suas semanas antes, e as meninas vão para casa para jogar juntas. |                   | |              |                                         |                  |                                              |
| 3 | 3                 | "A Babá Pinkie (BR) A Babysitter Pinkie (PT)" "Pinkie Sitting"                                               | Ishi Rudell  | Gillian M. Berrow                       | Tori Grant       | 2 de novembro de 2017 9 de dezembro de 2017  |
| Pinkie Pie preenche a Rarity como uma babá para uma menina chamada Lily Pad quando a Rarity é convidada para uma gala de designers de moda no último minuto. Pinkie sugere algumas atividades divertidas para elas, mas Lily prefere ficar quieto e ler um livro. Com o passar do tempo, Pinkie fica entediada e pergunta a Lily o que está lendo. Como Lily explica o erendo da história com temas de pirataria, Pinkie começa a agir espontaneamente nas cenas. Mais tarde naquela noite, Lily termina de ler o livro em voz alta, e Pinkie elogia Lily em suas habilidades de babá antes de adormecer. |                   | |              |                                         |                  |                                              |
| 4 | 4                 | "A Rainha dos Clubes (BR/PT)" "Queen of Clubs"                                                               | Ishi Rudell  | Gillian M. Berrow                       | Selena Marchetti | 2 de novembro de 2017 2 de dezembro de 2017  |
| Applejack traz um porco para a escola, explicando a seus amigos que ela precisa para a foto do anuário Young Farmers' Club. Quando Rainbow Dash se gabar de estar em cinco diferentes clubes escolares, a Applejack se orgulha de estar em seis. Apesar de Rarity insistir que não é uma competição, Rainbow e Applejack juntam-se os tantos clubes, quanto possível para ver quem estará na maioria das fotos do anuário. Quando o anuário é publicado, a competição termina em um empate. Como aconteceu, havia um clube escolar que nenhum deles se juntou: um clube de moda exclusivo no qual a Rarity é o presidente e o porco da Applejack é o vice-presidente. |                   | |              |                                         |                  |                                              |
| 5 | 5                 | "Contagem Regressiva (BR) As Contagens Finais (PT)" "The Finals Countdown"                                   | Ishi Rudell  | Gillian M. Berrow                       | Selena Marchetti | 5 de novembro de 2017 16 de dezembro de 2017 |
| Um dia na escola, os poderes de empatia de Sunset Shimmer ficam tão fora do controle que ela começa a ouvir os pensamentos dos outros sem tocá-los, e ela descobre que seus amigos estão passando pelo mesmo. Quando eles se perguntam por que, Rainbow Dash com sua super velocidade, se gabando de usar seus poderes para fazer tudo. Twilight teoriza que, porque seus geodes mágicos estão conectados, quanto mais cada uma delas usa seus poderes para tarefas diárias, mais elas são superalimentadas. Então eles concordam em usar seus geodes com moderação. Quando Zephyr Breeze entra e pede Rainbow para uma data, o Rainbow está prestes a usar sua super velocidade para fugir, mas seus amigos a avisam para não fazê-lo, e ela simplesmente se afasta de Zephyr. Mais tarde, os poderes do Sunset retornam ao normal. |                   | |              |                                         |                  |                                              |
| 6 | 6                 | "Superpoderosas (BR) Poder a Mais (PT)" "Overpowered"                                                        | Ishi Rudell  | Gillian M. Berrow                       | Sam To           | 5 de novembro de 2017 23 de dezembro de 2017 |
| Na classe da Cheerilee, Cheerilee lembra aos alunos que os exames finais do ano, estão a duas semanas de distância. As meninas Equestria estão estressadas sobre suas finais, mas Twilight está confiante de que podem passar. Nas próximas duas semanas, ela ajuda seus amigos a estudar e deixar de lado todas as distrações ao cantar a música Pode Chega!. Quando o estudo convencional não funciona, ela os ajuda a aprender atendendo aos seus estilos e interesses individuais. No dia da final, as meninas passam com cores voadoras. |                   | |              |                                         |                  |                                              |
| 7 | 7                 | "Escrito nas Estrelas (BR) Apaixonados (PT)" "Star Crossed"                                                  | Ishi Rudell  | Gillian M. Berrow                       | Tori Grant       | 5 de novembro de 2017 30 de dezembro de 2017 |
| Twilight está entusiasmada com a data de sua chegada com Timber Spruce no planetário, que ela insiste é apenas um "sair para curtir". Ela planejou toda a noite, e Fluttershy lhe dá algo especial para a ocasião: uma jarra de insetos. No planetário, Twilight e Timber começam sua noite juntos, mas todo o planejamento de Twilight acaba sendo inútil: a exibição em campos gravitacionais foi removida, o show do planetário foi cancelado e o céu está nublado com nuvens, impedindo-os de vendo as estrelas e constelações com o telescópio. Twilight está desapontado por não conseguir impressionar o Timber e Timber fica igualmente desapontado por não poder impressioná-la com o novo conhecimento sobre astronomia. Quando Twilight chuta ligeiramente sua mochila, os insetos no frasco da Fluttershy, eles derrubaram, revelaram-se que são vaga-lumes, e eles iluminam a noite formando as constelações. Starstruck, os dois passam o resto da noite olhando os vaga-lumes. |                   | |              |                                         |                  |                                              |
| 8 | 8                 | "Minha Pequena Estufa de Horrores (BR) O Meu Pequeno Viveiro de Horrores (PT)" "My Little Shop of Horrors"   | Ishi Rudell  | Gillian M. Berrow                       | Selena Marchetti | 8 de novembro de 2017 6 de janeiro de 2018   |
| Diretora Celestia deixa Twilight Sparkle e Spike no comando de cuidar de seu jardim enquanto ela está de férias. Sem o conhecimento de Twilight, alguma magia de equestria encanta seu regador. Quando Twilight começa a regar e a cantar para as plantas, as plantas começam a crescer e ganhar vida, cantando junto à música de Twilight. Enquanto Twilight lhes dá mais e mais água, as fábricas de canto ficam cada vez mais agressivas e exigem mais. Twilight envia um texto SOS para Applejack, e quando ela chega, ela ativa o sextintor de incêndios para que as plantas voltem ao normal. Naquele momento, Celestia retorna e avisa Twilight para não sobrecarregar as plantas. |                   | |              |                                         |                  |                                              |
| 9 | 9                 | "Um Passarinho Me Contou (BR) Um Passarinho Contou-me (PT)" "A Little Birdie Told Me"                        | Ishi Rudell  | Gillian M. Berrow                       | Gloria Jenkins   | 8 de novembro de 2017 13 de janeiro de 2018  |
| Durante seu estágio de moda na boutique de Prim Hemline, a Rarity tem como tarefa projetar uma nova exibição de janela para um estilo escuteiro Fashion Week. Infelizmente, a pressão começa a chegar até ela, e ela confia na Sunset Shimmer. Enquanto atravessam a cidade, eles vêm sobre um grafite desenhado de um artista de rua misterioso e popular chamado "Flanksy", e Rarity se inspira. Mais tarde naquela noite, ela está insatisfeita com o trabalho acabado, mas a Sunset tem uma ideia. No dia seguinte, Rarity retorna à loja e vê uma multidão de pessoas impressionada com a exibição de janela agora melhorada, incluindo Prim Hemline. Olhando para trás dela, Rarity vê Sunset com tinta na bochecha em um beco e percebe que Sunset é de fato "Flanksy". |                   | |              |                                         |                  |                                              |
| 10 | 10                | "Demonstração de Afeto (BR) Demonstração de Afetos (PT)" "Display of Affection"                              | Ishi Rudell  | Gillian M. Berrow                       | Sam To           | 8 de novembro de 2017 20 de janeiro de 2018  |
| Na classe de Cranky Doodle, o Sr. Doodle administra um teste surpresa para seus alunos. À medida que os alunos começam, Trixie Lulamoon vendo Fluttershy conversando sobre matemática com seus amigos pássaros e abre-se abertamente de trapacear no teste. Fluttershy explica que ela estava apenas estabelecendo uma discussão sobre os ninhos, mas Trixie não acreditava nela. Então Fluttershy sobe ao quadro negro e resolve uma equação de matemática complexa, sem a ajuda de seus amigos pássaros, muito para constrange Trixie. Mais tarde, Trixie se aproxima dos pássaros e pede um deles para ser seu tutor. |                   | |              |                                         |                  |                                              |
| 11 | 11                | "Super Esquadrão (BR) Missões da Super Equipa (PT)" "Super Squad Goals"                                      | Ishi Rudell  | Gillian M. Berrow                       | Tori Grant       | 3 de novembro de 2017 27 de janeiro de 2018  |
| Em um cenário de estilo de revista em quadrinhos, as Equestria Girls discutem seus planos da cidade grande para um dia, em que testemunham uma joalheria sendo roubada. Usando seus geodos mágicos, as garotas se transformam em suas roupas de Crystal Guardian e perseguem o ladrão, estilo super-herói. Depois de um tempo da perseguição, as garotas pegam o ladrão e o mandam para a prisão. Eles devolvem as joias roubadas ao dono da joalheria e celebram com guloseimas. No final, todo o caso é revelado como uma história em quadrinhos desenhada pela Sunset Shimmer. |                   | |              |                                         |                  |                                              |
| 16 | 12                | "Na Estrada (BR) Uma Viagem Alucinante (PT)" "Road Trippin"                                                  | Ishi Rudell  | Gillian M. Berrow                       | Sam To           | 19 de dezembro de 2017 3 de março de 2018    |
| Vovó Smith dirige o ônibus da turnê dos Rainbooms para a sua aparição programada na festa de Goldie Delicious. Ao longo do caminho, a vovó pega um "atalho" passando por um engarrafamento, Applejack e Twilight consertam um pneu furado, Fluttershy redireciona um rebanho de gado na estrada, e Pinkie Pie tira uma árvore caída, com seus poderes de explosão. Enquanto o ônibus dirige em direção a uma ponte quebrada, a avó acelera e passa pelo que é realmente um set de filmagem. O ônibus finalmente chega à festa de Goldie a tempo e apresentar As Rainbooms ao palco. |                   | |              |                                         |                  |                                              |
| 17 | 13                | "Caça ao Tesouro (BR) O X Marca o Sítio (PT)" "X Marks the Spot"                                             | Ishi Rudell  | Kara Lee Burk                           | Selena Marchetti | 9 de março de 2018 14 de abril de 2018       |
| Enquanto joga um jogo em seu smartphone na praia, a Sunset Shimmer descobre uma mensagem em uma garrafa. Ela mostra para Twilight e Pinkie Pie, e elas percebem que é um mapa do tesouro que se parece com a praia em que estão. Quando eles seguem o mapa até uma arca do tesouro sob o píer, eles descobrem uma segunda mensagem em uma garrafa codificada e um anel decodificador. Sunset decodifica a mensagem usando o anel decodificador e diz a elas para seguirem um rastro de conchas para um "X" no "final do arco-íris". O "arco-íris" em questão é revelado como um caminhão de sorvete e o "X" acaba sendo um caminhão de sushi. O atendente do caminhão de sushi parabeniza as meninas por resolverem sua caça ao tesouro promocional, pela qual ganham sushi a um preço com desconto. As garotas estão um pouco decepcionadas por não encontrar um verdadeiro tesouro, mas gostam do sushi de qualquer maneira.                                                                |                   | |              |                                         |                  |                                              |
| 18 | 14                | "Ah... Tartarugas Bebês (BR) Oh... Tartarugas Bebés (PT)" "Aww... Baby Turtles"                              | Ishi Rudell  | Kara Lee Burk                           | Tori Grant       | 9 de março de 2018 21 de abril de 2018       |
| Enquanto se bronzea na praia, Fluttershy ouve o som de tartarugas marinhas recém nascidas e chorando. Fluttershy quer ajudá-los a chegar à água e Rainbow Dash usa a ajuda de Tank para encontrá-los. Elas e suas amigas passam a tarde abrindo caminho para as tartarugas marinhas chegarem à água. No entanto, quando terminam de abrir caminho, Tank já levou os filhotes para o oceano. Tendo imprimido em Tank e acreditando que ele era seu pai, as tartarugas marinhas se despediram e nadaram para o mar. |                   | |              |                                         |                  |                                              |
| 19 | 15                | "Achados e Perdidos (BR) Perdidos e Achados (PT)" "Lost and Found"                                           | Ishi Rudell  | Kate Leth                               | Selena Marchetti | 9 de março de 2018 5 de maio de 2018         |
| Rarity interrompe Applejack e Rainbow Dash no meio de seus momentos de descanso na praia, e diz que perdeu um de seus brincos incomuns. Applejack e Rainbow concordam em ajudá-la a encontrá-lo, e ela os fornece com alguns detectores de metal. Rarity, Applejack e Rainbow passam a tarde inteira em busca do brinco perdido de Rarity, mas tudo o que encontram é uma variedade de outros restos perdidos da praia. Rarity pede desculpas por desperdiçar o dia de suas amigas, mas eles gostaram da emoção de descobrir coisas sob a areia. Quando Rainbow Dash vê como Rarity está perdida em seu brinco perdido, ela usa sua super-velocidade para olhar através da pilha de lixo mais uma vez. Ela encontra um brinco, mas não é o único que Rarity perdeu. Rarity agradece a ajuda de suas amigas e decide fazer mais uma pesquisa com o detector de metais. Só então, ela descobre que seu brinco nunca faltou - ela ficou emaranhado em seus cabelos, para seu constrangimento.    |                   | |              |                                         |                  |                                              |
| 20 | 16                | "Pegando Fogo (BR) Demasiado Quente para Aguentar (PT)" "Too Hot to Handle"                                  | Ishi Rudell  | Laura Hooper Beck                       | Tori Grant       | 9 de março de 2018 12 de maio de 2018        |
| Enquanto Fluttershy e suas amigas organizam uma adoção para todos os caranguejos na praia, Pinkie Pie decide comprar um pouco de gelo raspado para eles. Em seu caminho de volta do caminhão de gelo raspado, Pinkie entrega um de seus cones para um garotinho que acidentalmente o deixa cair no chão e outro é arrebatado por uma gaivota. A fim de atravessar a areia da praia quente, Pinkie rola em uma bola de praia, salta sobre guarda-sóis e navega em uma pipa antes de retornar para suas amigas. Como os caranguejos ficam irritados com o calor, Pinkie dá a eles seu último cone de gelo raspado para que eles possam resfriar. Sem nenhum tratamento legal, Rainbow Dash se aproxima do caminhão de gelo raspado para comprar um segundo lote. |                   | |              |                                         |                  |                                              |
| 21 | 17                | "Uma Selfie Misteriosa (BR) Mistérios da Selfie por Resolver (PT)" "Unsolved Selfie Mysteries"               | Ishi Rudell  | Nina Daniels                            | Selena Marchetti | 9 de março de 2018 26 de maio de 2018        |
| Pinkie Pie, Twilight Sparkle, Sunset Shimmer e Fluttershy tiram uma selfie na praia, e Twilight nota uma mancha preta no fundo da foto. Sunset e Pinkie acreditam que seja um monstro marinho, mas Twilight e Fluttershy são mais céticos. Cada um deles decide fazer suas próprias investigações sobre o assunto. Twilight vê o oceano a partir do posto de salva-vidas, acompanhado por Timber Spruce. Assim como Sunset e Pinkie se aproximam do oceano, Pinkie percebe que não tem floatie. De repente, algo sai da água e se aproxima da costa, e até Twilight e Timber começam a acreditar que é um monstro marinho. Acaba sendo Fluttershy e ela revela a verdadeira identidade do "monstro marinho": o floatie de Pinkie. |                   | |              |                                         |                  |                                              |
| 22 | 18                | "Aventuras Salgadas (BR) As Velas Salgadas (PT)" "The Salty Sails"                                           | Ishi Rudell  | Whitney Ralls                           | Jeff Bittle      | 12 de março de 2018 28 de abril de 2018      |
| Twilight, Pinkie e Rarity se preparam para velejar na praia, com Twilight decorando um dicionário náutico apenas para a ocasião. Sobrembalagens de Rarity para a viagem e Twilight é forçado a deixar sua bagagem para trás devido ao peso extra no barco. Quando os ventos do mar levam o barco na direção errada, Twilight guia suas amigas para corrigir seu curso, mas as águas turbulentas fazem com que ela perca seu mapa. Enquanto o barco segue em rota de colisão com uma grande rocha, Pinkie usa seus poderes de geodo para criar uma onda que traz o barco de volta ao píer. Com as três meninas encharcadas, Rarity produz algumas toalhas e elas compartilham uma risada sobre sua emocionante aventura. |                   | |              |                                         |                  |                                              |
| 23 | 19                | "Fazendo Onda (BR) Orgulho Destruído (PT)" "Blue Crushed (a.k.a. Baewatch)"                                  | Ishi Rudell  | Kate Leth                               | Jeff Bittle      | 13 de março de 2018 19 de maio de 2018       |
| Rainbow Dash e Applejack convidam Fluttershy para surfar com eles, mas ela não sabe surfar. Seu irmão Zephyr Breeze chega de repente, se gabando de ser um surfista de longa data, mas Fluttershy sabe que ele está mentindo. Quando Rainbow e Applejack o convidam para mostrar suas habilidades de surfe, ele instantaneamente perde muito de sua confiança, mas se junta a elas de qualquer maneira. Nas ondas, Rainbow e Applejack surfam com facilidade, mas Zephyr apaga-se quase imediatamente. De volta à praia, ele admite que não sabe surfar e implora a Rainbow Dash por perdão e aulas de surfe. A contragosto, Rainbow concorda em dar algumas dicas a Zephyr. |                   | |              |                                         |                  |                                              |
| 24 | 20                | "Guerra por Território (BR) Disputa do Mar (PT)" "Turf War"                                                  | Ishi Rudell  | Laura Hooper Beck                       | Jeff Bittle      | 24 de março de 2018 9 de junho de 2018       |
| Applejack é o salva-vidas substituto em dever na praia. A salva-vidas usual Timber Sprucediz que seu dever de salva-vidas é tipicamente sem complicações, mas Applejack resolve estar preparado para qualquer coisa. Quando alguém pede ajuda, Applejack é o primeiro a responder. Quando alguém se mete em encrenca, Timber Spruce entra em ação para que Applejack não o faça parecer mal. Isso se transforma em uma leve competição entre os dois para ver quem consegue responder mais rapidamente aos problemas. Quando Bulk Biceps pede socorro na água, Applejack e Timber nadam para salvá-lo, mas o puxam em direções opostas. Bulk começa a chorar, não querendo ver Applejack e Timber lutando. Os dois salva-vidas percebem que sua competição foi boba e que eles realmente formam um bom time, e eles puxam o Bulk para as costas juntos. Sua determinação em salvar as pessoas na praia, portanto, torna-se mais amigável do que competição, para a alegria de Bulk.           |                   | |              |                                         |                  |                                              |
| 25 | 21                | "A Matemática da Amizade (BR/PT)" "Friendship Math"                                                          | Ishi Rudell  | M.J. Offen                              | Tori Grant       | 24 de março de 2018 2 de junho de 2018       |
| Pinkie Pie pega uma revista de Rarity deixada em sua cadeira de praia e encontra um teste de "melhores amigos", e decide fazer o teste com Twilight. Infelizmente, eles continuam chegando com as respostas erradas para perguntas como "Qual é a comida favorita do seu melhor amigo?" e "Qual é o maior medo do seu amigo?", e ambos marcam um zero. Incapaz de aceitar a ideia de falhar em um teste, Twilight decide executar suas próprias equações para provar que ela e Pinkie são melhores amigas. Depois de várias horas escrevendo equações na areia, Twilight finalmente aparece com a resposta, mas a maré do oceano lava suas equações. Pinkie teme que todo o trabalho de Twilight foi em vão, mas Twilight diz a ela que sua amizade não pode ser medida por números. |                   | |              |                                         |                  |                                              |
| 26 | 22                | "O Último Dia de Aula (BR) O Último Dia de Aulas (PT)" "The Last Day of School"                              | Ishi Rudell  | Kate Leth                               | Selena Marchetti | 24 de março de 2018 16 de junho de 2018      |
| É o último dia de aula na Canterlot High e enquanto Rainbow Dash está animada, Twilight está desanimada. Quatro horas antes do último sino da escola, Twilight tenta conseguir o máximo de crédito possível e escrever cartas de agradecimento a todos os seus professores. Enquanto isso, Rainbow Dash quer que o dia da escola termine o mais breve possível. Em sua última aula do dia com Cheerilee, Rainbow Dash a convence a fazer um filme Daring Do durante as aulas. Ao longo do filme, Twilight corre para terminar seus projetos de crédito extra e Rainbow Dash continua olhando para o relógio. Quando a campainha toca, Twilight chora desesperada por não terminar seus projetos. Felizmente, Rainbow Dash aponta que ela pode ler o que quiser durante o verão e até mesmo ir à biblioteca. O humor de Twilight muda instantaneamente e ela está animada para as férias de verão.                                                                                             |                   | |              |                                         |                  |                                              |
| 27 | 23                | "Gravando (BR) Erros de Gravação (PT)" "Outtakes"                                                            | Ishi Rudell  | Whitney Ralls                           | Tori Grant       | 24 de março de 2018 23 de junho de 2018      |
| No Abrigo de Canterlot Animal, Fluttershy instala uma câmera para filmar um comercial de adoção para os animais do abrigo. Assim que ela termina de se instalar, no entanto, ela fica nervosa com o pensamento de centenas de pessoas a assistindo na TV. Esse nervosismo faz com que ela filma várias tomadas ruins da câmera. Mudando sua abordagem, ela decide filmar os animais por trás das câmeras, mas os animais agem de forma turbulenta e imprevisível durante toda a filmagem. Quando Twilight e Applejack chegam mais tarde, Fluttershy perde toda a esperança de fazer um bom comercial. Mas depois de ver as filmagens que ela já fez, Twilight e Applejack dizem que ela capturou perfeitamente a diversão de ter um animal de estimação. Com um pouco da edição, Fluttershy acaba de fazer seu comercial. |                   | |              |                                         |                  |                                              |
| 28 | 24                | "Pinkie Pie: A Vidente do Lanche (BR) Pinkie Pie: A Vidente do Restaurante (PT)" "Pinkie Pie: Snack Psychic" | Ishi Rudell  | Laura Hooper Beck                       | Jeff Bittle      | 24 de março de 2018 30 de junho de 2018      |
| Durante seu trabalho na Cafetaria Sweet Snacks, Pinkie Pie ajuda seus clientes problemáticos com base no que eles pedem. Ela descobre que o Flash Sentry tem um grande teste de matemática chegando e faz com que Twilight seja sua tutora. Quando "Blueberry Cake" mancha seu vestido do baile, Pinkie fica com Rarity para consertá-lo. Quando a equipe de natação Escola de Ensino Médio Crystal perde o encontro de natação, Pinkie recebe Rainbow Dash para ajudá-los com seu treinamento. Sunny Sugarsocks pergunta a Pinkie como ela sempre sabe exatamente o que seus clientes precisam e Pinkie diz que é apenas um pressentimento. Quando o estômago de Pinkie de repente grita de fome, Sunny faz um sorvete gigante. |                   | |              |                                         |                  |                                              |
| 29 | 25                | "Das Cinco às Nove (BR) Da Manhã à Noite (PT)" "Five to Nine"                                                | Ishi Rudell  | Gillian M. Berrow                       | Selena Marchetti | 24 de março de 2018 7 de julho de 2018       |
| Applejack acorda antes dos galos começarem a cantar e faz suas tarefas diárias: limpar a casa, regar as plantas, alimentar as galinhas, etc. Depois disso, ela limpa e decora o celeiro para uma festa com suas amigas naquela noite. No final da canção, Applejack adormece do trabalho duro de seu dia. |                   | |              |                                         |                  |                                              |
| 30 | 26                | "Sou Mais de Que se Vé (BR) Há Muito Mais Dentro de Mim (PT)" "So Much More to Me"                           | Ishi Rudell  | Kate Leth                               | Tori Grant       | 24 de março de 2018 14 de julho de 2018      |
| Sunset Shimmer convida Fluttershy para uma festa de karaokê com suas amigas, mas Fluttershy declina, nervosa sobre cantar em público. Quando Sunset sai e Fluttershy entra no abrigo de animais, ela começa a cantar Sou Mais de Que se Vé / Há Muito Mais Dentro de Mim, perfeitamente confortável, quando está sozinha com seus animais. No final da música, Sunset retorna e informa a Fluttershy que ela e as outras garotas decidiram ir ver um filme. Quando ela pergunta se Fluttershy estava apenas tocando música, Fluttershy rapidamente nega e aceita o convite de Sunset para o cinema. |                   | |              |                                         |                  |                                              |
| 31 | 27                | "O Outro Lado (BR/PT)" "The Other Side"                                                                      | Ishi Rudell  | John Jennings Boyd e Lisette Bustamante | Selena Marchetti | 5 de outubro de 2018 6 de outubro de 2018    |
| Em seu espaço de trabalho, Rarity canta sobre ter um bloco de criatividade e superá-lo com persistência e trabalho duro. |                   | |              |                                         |                  |                                              |

#### 2ª temporada (2019-2020)
| No. geral | No. por temporada | Título | Dirigido por                 | Escrito por                      | Storyboard por         | Exibição original                               |
| --- | ----------------- | --- | ---------------------------- | -------------------------------- | ---------------------- | ----------------------------------------------- |
| 38 | 1                 | "Reencaixatando com Spike! (BR) Engaixotar Tudo com o Spike! (PT)" "Reboxing with Spike!"                               | Ishi Rudell e Katrina Hadley | Gillian M. Berrow                | Jeff Bittle            | 11 de janeiro de 2019 12 de janeiro de 2019     |
| Spike grava um vídeo de unboxing de um lote de brinquedos de cachorro de luxo que ele encomendou para si mesmo, incluindo uma meia velha e suja. Quando Twilight Sparkle descobre o quanto ele gastou, ela faz com que ele mande os brinquedos de volta. |                   | |                              |                                  |                        |                                                 |
| 39 | 2                 | "Faça Você Mesmo com Applejack (BR) Bricolage com a Applejack (PT)" "DIY with Applejack"                                | Ishi Rudell e Katrina Hadley | Laura Hooper Beck                | Bevin Brand e Sara Kim | 18 de janeiro de 2019 19 de janeiro de 2019     |
| Applejack tenta gravar um vídeo das etapas envolvidas na construção de um vestiário para a Rarity, mas os vigilos variados e as interrupções da Rarity complicam o projeto.                                                                              |                   | |                              |                                  |                        |                                                 |
| 40 | 3                 | "Fazendo Cookies (BR) A Arte das Bolaghas (PT)" "The Craft of Cookies"                                                  | Ishi Rudell e Katrina Hadley | Laura Hooper Beck                | Selena Marchetti       | 25 de janeiro de 2019 26 de janeiro de 2019     |
| Pinkie Pie registra um vídeo de cozinha em que ela faz um lote de cookies. Tank, a tartaruga animal de estimação da Rainbow Dash continua tentando comer os ingredientes, sem qualquer uso, mas Pinkie lhe dá um biscoito para agradecer.                |                   | |                              |                                  |                        |                                                 |
| 41 | 4                 | "Mágica na Rua com Trixie (BR) Magia na Rua com o Trixie (PT)" "Street Magic with Trixie!"                              | Ishi Rudell e Katrina Hadley | Laura Hooper Beck                | Jeff Bittle            | 1 de fevereiro de 2019 2 de fevereiro de 2019   |
| Twilight Sparkle sub-repticiamente usa sua telecinese para animar o show de mágica da Trixie. |                   | |                              |                                  |                        |                                                 |
| 42 | 5                 | "Manobra Animal (BR) Ataca com o Skate (PT)" "Sic Skateboard"                                                           | Ishi Rudell e Katrina Hadley | Gillian M. Berrow                | Selena Marchetti       | 8 de fevereiro de 2019 9 de fevereiro de 2019   |
| Rainbow Dash grava um vídeo dela e de Tank mostrando truques em um parque de skate. |                   | |                              |                                  |                        |                                                 |
| 43 | 6                 | "Calçada Chique (BR) A Rua Chique (PT)" "Street Chic"                                                                   | Ishi Rudell e Katrina Hadley | Laura Hooper Beck                | Jeff Bittle            | 15 de fevereiro de 2019 16 de fevereiro de 2019 |
| Rarity veste Applejack, Fluttershy e Rainbow Dash em novas roupas de verão, sem saber do tempo frio e ventoso do outono. |                   | |                              |                                  |                        |                                                 |
| 44 | 7                 | "Código Shimmer (BR) A Sequência do Jogo (PT)" "Game Stream"                                                            | Ishi Rudell e Katrina Hadley | Katie Chilson                    | Gemma Findlay          | 22 de fevereiro de 2019 23 de fevereiro de 2019 |
| Fluttershy surpreende a Sunset Shimmer com suas habilidades, enquanto as duas gravam um jogo eletrônico. |                   | |                              |                                  |                        |                                                 |
| 45 | 8                 | "Show de Talentos: Os Bastidores (BR) O Melhor do Concurso: Passeio Pelos Bastidores (PT)" "Best in Show: The Pre-Show" | Ishi Rudell e Katrina Hadley | Gillian M. Berrow                | Selena Marchetti       | 1 de março de 2019 2 de março de 2019           |
| Applejack e Fluttershy organizam e filmam as festividades pré-show de um show de animais de estimação, mostrando os animais de estimação dos alunos da Escola Canterlot High.                                                                            |                   | |                              |                                  |                        |                                                 |
| 46 | 9                 | "Show de Talentos: Os Vencedores (BR) O Melhor do Concurso: A Volta da Vitória (PT)" "Best in Show: The Victory Lap"    | Ishi Rudell e Katrina Hadley | Katie Chilson                    | Selena Marchetti       | 8 de março de 2019 9 de março de 2019           |
| Applejack e Fluttershy apresentam os vencedores do show de animais de estimação. |                   | |                              |                                  |                        |                                                 |
| 47 | 10                | "Confusão na Escola (BR) Alteração de Horário (PT)" "Schedule Swap"                                                     | Ishi Rudell e Katrina Hadley | Gillian M. Berrow                | Jeff Bittle            | 15 de março de 2019 16 de março de 2019         |
| As meninas se queixam a Diretora Celestia depois de descobrir, que seus horários de aula os impedem de ficar juntas durante o dia escolar. |                   | |                              |                                  |                        |                                                 |
| 48 | 11                | "Twilight Entre as Estrelas (BR) A Twilight Debaixo das Estrelas (PT)" "Twilight Under the Stars"                       | Ishi Rudell e Katrina Hadley | Gillian M. Berrow                | Gemma Findlay          | 22 de março de 2019 23 de março de 2019         |
| Pinkie Pie tenta ajudar Twilight a superar seu nervosismo para que ela possa conhecer uma de seus cientistas favoritos. |                   | |                              |                                  |                        |                                                 |
| 49 | 12                | "Cinco Estrelas (BR/PT)" "Five Stars"                                                                                   | Ishi Rudell e Katrina Hadley | Gillian M. Berrow e Kate Chilson | Jeff Bittle            | 29 de março de 2019 30 de março de 2019         |
| Depois de ler uma crítica negativa online sobre seu trabalho na cafeteira Sweet Snacks Café, Pinkie Pie tenta fornecer uma melhor experiência de jantar para uma patrona exigente.                                                                       |                   | |                              |                                  |                        |                                                 |
| 50 | 13                | "A Excluída (BR) Medo de Ficar de Fora (PT)" "FOMO"                                                                     | Ishi Rudell e Katrina Hadley | Gillian M. Berrow e Kate Chilson | Selena Marchetti       | 5 de abril de 2019 6 de abril de 2019           |
| Rarity se torna determinada a descobrir, que suas amigas estão fazendo depois da escola sem dizer a ela. |                   | |                              |                                  |                        |                                                 |

Episódios não exibidos em Portugal e no Brasil
| No. geral | No. por temporada | Título                            | Dirigido por                 | Escrito por                                  | Storyboard por   | Exibição original      |
| --- | ----------------- | --------------------------------- | ---------------------------- | -------------------------------------------- | ---------------- | ---------------------- |
| 51 | 14                | "I'm on a Yacht"                  | Ishi Rudell e Katrina Hadley | John Boyd and Lisette Bustamante             | Jeff Bittle      | 24 de maio de 2019     |
| Um videoclipe de Equestria Girls baseado na paródia de "I'm on a Boat" de The Lonely Island.                                                                                                  |                   |                                   |                              |                                              |                  |                        |
| 52 | 15                | "Run to Break Free"               | Ishi Rudell e Katrina Hadley | Jess Furman, Jessica Vaughn e Dan Whittemore | Selena Marchetti | 31 de maio de 2019     |
| Um videoclipe em que Rainbow Dash canta sobre viver constantemente a vida em câmera lenta. |                   |                                   |                              |                                              |                  |                        |
| 53 | 16                | "Camping Must-Haves"              | Ishi Rudell e Katrina Hadley | Katie Chilson                                | Megan Parker     | 7 de junho de 2019     |
| Applejack e Rarity hospedam um vídeo na internet sobre itens essenciais do acampamento, enquanto se preparam para um festival de música durante a noite.                                      |                   |                                   |                              |                                              |                  |                        |
| 54 | 17                | "Festival Filters"                | Ishi Rudell e Katrina Hadley | Katie Chilson                                | Selena Marchetti | 14 de junho de 2019    |
| No festival de música, Sunset tira uma selfie com as amigas; quando Rarity pergunta, que tipo de filtro de fotos ela usará, Sunset considera não usar um, muito para o choque de suas amigas. |                   |                                   |                              |                                              |                  |                        |
| 55 | 18                | "How to Backstage"                | Ishi Rudell e Katrina Hadley | Katie Chilson                                | Jeff Bittle      | 21 de junho de 2019    |
| Sunset Shimmer ganha um V.I.P. passe para a área de backstage do festival de música e use o drone selfie de Twilight Sparkle para filmar uma turnê pelas várias salas.                        |                   |                                   |                              |                                              |                  |                        |
| 56 | 19                | "Festival Looks"                  | Ishi Rudell e Katrina Hadley | Katie Chilson                                | Roxy Beiklik     | 30 de junho de 2019    |
| A Rarity hospeda um vídeo na internet, com todas as suas amigas contribuindo, para conseguir o visual perfeito do festival de música.                                                         |                   |                                   |                              |                                              |                  |                        |
| 57 | 20                | "Five Lines You Need to Stand In" | Ishi Rudell e Katrina Hadley | Katie Chilson                                | Sara Kim         | 6 de julho de 2019     |
| Usando o drone de selfie da Twilight, Pinkie Pie faz uma lista de top 5 das melhores linhas para se apresentar no festival de música.                                                         |                   |                                   |                              |                                              |                  |                        |
| 58 | 21                | "Do It For the Ponygram!"         | Ishi Rudell e Katrina Hadley | Nick Confalone                               | Sara Kim         | 30 de agosto de 2019   |
| Uma coleção de breves videoclipes gravados pelas meninas em casa e na escola, intercalados com erros de gravação de curtas anteriores.                                                        |                   |                                   |                              |                                              |                  |                        |
| 59 | 22                | "Find the Magic"                  | Ishi Rudell e Katrina Hadley | Jarl Aanestad, Jess Furman e Jessica Vaughn  | Megan Parker     | 1 de setembro de 2019  |
| Um videoclipe no qual os Dazzlings começam a procurar beleza e admiração em coisas simples.                                                                                                   |                   |                                   |                              |                                              |                  |                        |
| 69 | 23                | "Let It Rain"                     | Ishi Rudell e Katrina Hadley | John Boyd, Jess Furman e Jessica Vaughn      | Selena Marchetti | 4 de fevereiro de 2020 |
| Um videoclipe em que Sunset Shimmer canta sobre como todos no Festival de Música das Estrelas devem experimentar o clima.                                                                     |                   |                                   |                              |                                              |                  |                        |
| 70 | 24                | "Cheer You On"                    | Ishi Rudell e Katrina Hadley | John Boyd, Jess Furman e Jessica Vaughn      | Jeff Bittle      | 8 de março de 2020     |
| Um videoclipe no qual o Flash Sentry expressa sua admiração e respeito pelos Rainbooms, enquanto lutam contra um robô que destrói a escola.                                                   |                   |                                   |                              |                                              |                  |                        |

### Choose Your Own Ending (2017-2019)

#### 1ª temporada (2017)
| No. geral | No. por temporada | Título | Dirigido por | Escrito por         | Exibição original                              |
| --------- | ----------------- | --- | ------------ | ------------------- | ---------------------------------------------- |
| 12        | 1                 | "Fazendo Moda (BR) As Melhores Modas de Sempre (PT)" "Best Trends Forever"                                                                               | Ishi Rudell  | Whitney Ralls       | 17 de dezembro de 2017 24 de fevereiro de 2018 |
| 13        | 2                 | "O Medo da Fluttershy (BR) Os Medos da Fluttershy (PT)" "Fluttershy's Butterflies"                                                                       | Ishi Rudell  | Nick Confalone      | 23 de dezembro de 2017 3 de fevereiro de 2018  |
| 14        | 3                 | "Decifrando Mensagens (BR) Mensagem de Apoio (PT)" "Text Support"                                                                                        | Ishi Rudell  | Jim Martin          | 23 de dezembro de 2017 10 de fevereiro de 2018 |
| 15        | 4                 | "Uma Peça Estressante (BR) Stressada para a Peça (PT)" "Stressed in Show"                                                                                | Ishi Rudell  | Kelly D'Angelo      | 23 de dezembro de 2017 21 de julho de 2018     |
| 31        | 5                 | "Conduzindo Miss Shimmer (BR) Toca a Conduzir, Sunset Shimmer (PT)" "Driving Miss Shimmer"                                                               | Ishi Rudell  | Kate Leth           | 23 de dezembro de 2017 17 de fevereiro de 2018 |
| 32        | 6                 | "Rarity Investiga: O Caso da Bota Brilhante (BR) A Rarity Investiga: O Caso da Bota Preciosa (PT)" "Rarity Investigates: The Case of the Bedazzled Boot" | Ishi Rudell  | Julia Prescott      | 23 de dezembro de 2017 28 de julho de 2018     |
| 33        | 7                 | "Por Trás do Palco (BR) O Mundo Inteiro está Fora do Palco (PT)" "All the World's Off Stage"                                                             | Ishi Rudell  | Christopher Godfrey | 30 de dezembro de 2017 4 de agosto de 2018     |
| 34        | 8                 | "Crítica Construtiva (BR/PT)" "Constructive Criticism"                                                                                                   | Ishi Rudell  | Jim Martin          | 30 de dezembro de 2017 11 de agosto de 2018    |
| 35        | 9                 | "Noite de Estreia (BR/PT)" "Opening Night" | Ishi Rudell  | Kelly D'Angelo      | 30 de dezembro de 2017 18 de agosto de 2018    |
| 36        | 10                | "Uma Festa Animada (BR) Felizes para Depois da Festa (PT)" "Happily Ever After Party"                                                                    | Ishi Rudell  | Whitney Ralls       | 30 de dezembro de 2017 25 de agosto de 2018    |

#### 2ª temporada (2019-presente)
| No. geral | No. por temporada | Título                    | Dirigido por | Escrito por      | Exibição original       |
| --------- | ----------------- | ------------------------- | ------------ | ---------------- | ----------------------- |
| 60        | 23                | "Wake-Up!"                | Ishi Rudell  | Kate Leth        | 3 de setembro de 2019   |
| 61        | 24                | "The Last Drop"           | Ishi Rudell  | Whitney Ralls    | 6 de setembro de 2019   |
| 62        | 25                | "Inclement Leather"       | Ishi Rudell  | Anna Christopher | 8 de setembro de 2019   |
| 63        | 26                | "Lost and Pound"          | Ishi Rudell  | Jim Martin       | 10 de setembro de 2019  |
| 64        | 27                | "Accountibilibuddies"     | Ishi Rudell  | Jim Martin       | 13 de setembro de 2019  |
| 65        | 28                | "The Road Less Scheduled" | Ishi Rudell  | Anna Christopher | 15 de setembro de 2019  |
| 66        | 29                | "Sock It To Me"           | Ishi Rudell  | Jim Martin       | 5 de abril de 2020      |
| 67        | 30                | "Tip Toppings"            | Ishi Rudell  | Katie Chilson    | 2020                    |
| 68        | 31                | "Costume Conundrum"       | Ishi Rudell  | Kate Leth        | 17 de fevereiro de 2020 |

### Especiais (2018-2019)
| No. geral | No. por especial | Título                                                                                            | Dirigido por                 | Escrito por      | Roteirista por | Exibição original                             |
| --- | ---------------- | ------------------------------------------------------------------------------------------------- | ---------------------------- | ---------------- | -------------- | --------------------------------------------- |
| 1 2 3 4 5 | 1 2 3 4 5        | "Uma Amizade Pra Ser Lembrada (BR) Uma Amizade Para Recordar (PT)" "Forgotten Friendship"         | Ishi Rudell e Katrina Hadley | Nick Confalone   | Nick Confalone | 17 de fevereiro de 2018 13 de outubro de 2018 |
| A história segue a descoberta de Sunset Shimmer de que as memórias de suas amigas dela foram misteriosamente apagadas; ela retorna a Equestria e procura a ajuda da Princesa Twilight Sparkle para encontrar a causa antes que as memórias desapareçam para sempre. |                  |                                                                                                   |                              |                  |                |                                               |
| 6 7 8 9 10 | 1 2 3 4 5        | "A Montanha-russa da Amizade (BR) A Montanha-Russa da Amizade (PT)" "Rollercoaster of Friendship" | Ishi Rudell e Katrina Hadley | Nick Confalone   | Nick Confalone | 6 de julho de 2018 13 de dezembro de 2018     |
| A história segue a aceitação de Rarity de um trabalho de verão como figurinista de um novo parque de diversões e a tensão que coloca em sua amizade com as outras garotas, particularmente Applejack.                                                               |                  |                                                                                                   |                              |                  |                |                                               |
| 11 12 13 14 15 16 | 1 2 3 4 5 6      | "Pânico nas Férias (BR)" "Spring Breakdown"                                                       | Ishi Rudell e Katrina Hadley | Nick Confalone   | Nick Confalone | 30 de março de 2019 14 de abril de 2019       |
| A história segue as garotas, que fazem um cruzeiro de luxo para as férias de primavera, mas a magia rebelde arrisca os passageiros e forçam Sunset Shimmer, Twilight Sparkle e Rainbow Dash a visitarem Equestria em busca de ajuda da Princesa Twilight.           |                  |                                                                                                   |                              |                  |                |                                               |
| 17 18 19 20 21 22 | 1 2 3 4 5 6      | "Festival de Música das Estrelas (BR)" "Sunset's Backstage Pass"                                  | Ishi Rudell e Katrina Hadley | Nick Confalone   | Whitney Ralls  | 27 de julho de 2019 6 de julho de 2019        |
| A história segue as amigas Sunset e Pinkie, que ficam animadas em ver sua banda favorita se apresentar no Festival de Música das Estrelas. Porém uma magia faz com que Sunset fique presa revivendo o início do festival várias vezes.                              |                  |                                                                                                   |                              |                  |                |                                               |
| 23 24 25 26 | 1 2 3 4          | "Aventuras de Fim de Ano (BR)" "Holidays Unwrapped"                                               | Ishi Rudell e Katrina Hadley | Anna Christopher | Nick Confalone | 2 de novembro de 2019 24 de dezembro de 2019  |
| A história segue de guerras de bolas neve a invasões invernais, as Equestria Girls vão passar o fim de ano como elas mais gostam: juntas! |                  |                                                                                                   |                              |                  |                |                                               |